# إيفان كيمنتس
إيفان كيمنتس (مواليد 14 أبريل 1943) هو مبارز بالسيف دنماركي، مثّل بلاده في الألعاب الأولمبية الصيفية 1972.

## روابط رياضية
إيفان كيمنتس على موقع أوليمبيديا (الإنجليزية)